# Molí d'en Masachs
El molí d'en Masachs o molí d'en Ginestar és un edifici de Ripollet (Vallès Occidental) inclòs a l'Inventari del Patrimoni Arquitectònic de Catalunya.

## Descripció
El molí, amb diverses modificacions i ampliacions, conserva encara algunes de les antigues naus dedicades a l'elaboració de paper. De planta rectangular, amb cobertes de teula a doble vessant sostingudes per encavallades de fusta de melis. Són remarcables els sostres de volta catalana amb jàsseres de ferro sobre bigues i columnes de ferro colat. Les façanes, d'una gran simplicitat decorativa, mostren una distribució regular d'obertures a la part superior; són allindades i d'arc escarser.
La porta d'ingrés al recinte és de ferro treballat de dues fulles, està dividida en dos grans registres, un ocupa més de la meitat del cos de la porta i correspon a la planxa sòlida de ferro, amb una portella a cada batent per tal de no haver d'obrir la porta gran per a entrar les persones. Aquest registre es troba clavetejat per rosetes de ferro, i a les portelles de ferro també hi ha un motiu decoratiu clavetejat. L'altre registre correspon al treball reixat format per barres verticals que tenen dividit l'espai en dos registres iguals on es troben inscrits uns elements circulars com a decoració. El coronament ornamental de la porta són formes estilitzades de palmetes i també elements circulars que s'originen a partir de la prolongació de les mateixes barres verticals. De les barres més gruixudes que emmarquen la porta i que es troben disposades a fi i efecte de donat el joc d'obertura de cada una de les fulles tenen un acabament figurat en un cap de drac molt estilitzat.

## Història
Es tracta d'un dels molins paperers més antics de Ripollet, documentat des del segle xvii. Hi ha constància dels diversos propietaris des d'aquell període fins al seu tancament, d' entre els quals cal fer esment especial de dues famílies, vinculades al molí durant llargs períodes: els Ginestar, del 1739 al 1861, i els Masachs, fins a 1979. Durant la segona meitat del segle xix el molí va modernitzar-se, incorporant noves tecnologies i especialitzant-se en la producció de cartró. L'any 1979 va deixar de funcionar. En l'actualitat, després d'haver estat adquirit per l'ajuntament, va ser restaurat per al seu ús com a Escola Taller.